# Старые медиа
Старые медиа — это средства массовой информации, которые доминировали в медиа-пространстве до начала информационной эры. Примерами старых медиа являются печатные газеты и журналы, телевизионные программы, радиопередачи и т. д.

## История термина
Термин впервые использован в 1964 году Маршаллом Маклюэном в труде «Понимание медиа: Внешние расширения человека», где старые медиа рассматриваются в контексте глобализации и развития внешних «расширений» человека. Маклюэн заглянул в будущее и предсказал развитие медиа-пространства еще до практического разделения средств массовой информации на «старые» и «новые», которое произошло лишь в середине 1990-х годов благодаря возникновению интернета.
В 2000-е годы, с распространением цифровых методов коммуникации и наступлением информационной эры, термин обрел новую жизнь в исследованиях западных медиа-аналитиков. Сегодня о старых медиа чаще всего говорят в контексте возникновения новых форматов подачи информации и подъёма новых медиа.

## Отличия от новых медиа
- Структура

В отличие от новых, старые медиа имеют централизованную структуру. Роли в традиционной медийной среде как правило фиксированы, существует четкая вертикальная иерархия. Пользователи не имеют возможности напрямую влиять на создание контента.
- Характер распространения информации

Старые медиа представляют собой единый односторонний канал коммуникации. Информация в традиционной медийной среде поступает от создателя контента, зачастую остающегося анонимным, напрямую к потребителю. Новые медиа, в свою очередь, объединяют традиционные информационные носители — текст, аудиозапись, статичное и динамичное изображения — в масштабный мультимедийный носитель, который позволяет распространять контент по разным каналам и получать моментальную обратную связь.
- Методы анализа

Традиционные средства массовой информации не поддаются переводу в цифровой код, в то время как новые медиа позволяют исследователям работать с большими данными и производить вычисления. Сообщение в новой медийной среде является декодированным информационным посланием, что наделяет конечный продукт более значительным аналитическим потенциалом.

## Будущее старых медиа
В информационную эру старые медиа переживают кризис идентичности. Некоторые исследователи считают, что их проблемы отчасти связаны с затянувшимся глобальным экономическим кризисом, а также с переходом значительной части пользователей на новые медиа и соответственным сокращением рекламных бюджетов старых медиа.
«Новое средство коммуникации никогда не бывает добавлением к старому и никогда не оставляет старое средство в покое. Оно не перестает подавлять старые средства коммуникации до тех пор, пока не найдет им новое положение и не облечет их в новые формы», — Маршалл Маклюэн.
В то же время, отдельные старые медиа, как, например, виниловые пластинки, идут в разрез с общим трендом, претерпевают трансформацию и приобретают дополнительную ценность.

## Критика
Некоторые медиа-исследователи отказываются признавать старые медиа в виде информационных артефактов, поскольку различия между старыми и новыми средствами массовой информации становятся все более размытыми. Сегодня книги публикуются в том числе и на цифровых платформах; газеты распространяют контент через сайты и мобильные приложения; радиостанции ведут прямые онлайн-трансляции. Согласно статистике, начиная с 1999 года, почти 90 % ежедневных газет в Соединенных Штатах активно используют онлайн-технологии, большинство из них также создают свои собственные новостные сайты и активно завоевывают новые рынки.